# Szereg (wojsko)

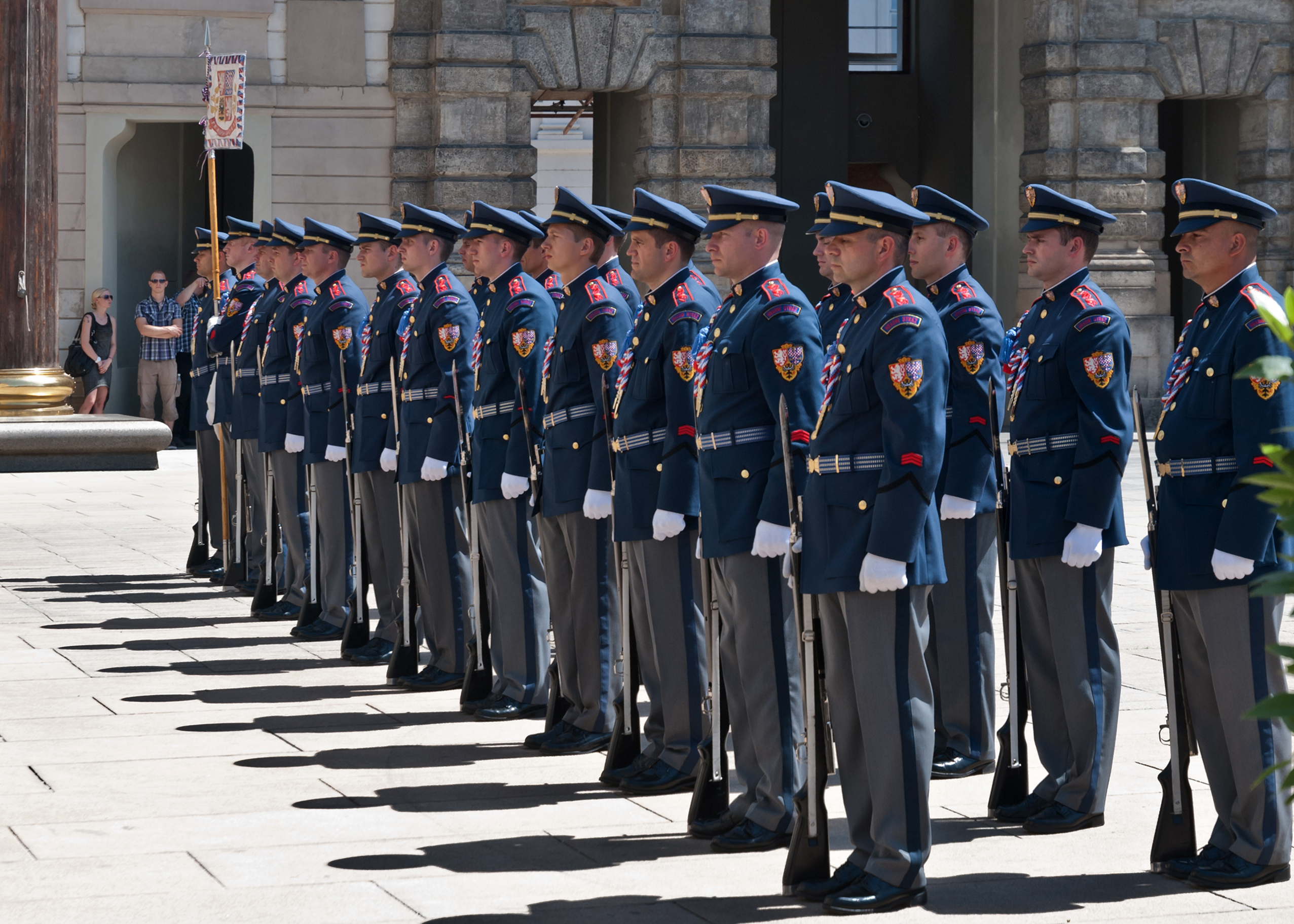
Żołnierze w dwuszeregu

Szereg – szyk w którym żołnierze stoją obok siebie w odstępie równym szerokości dłoni (mierzonym na wysokości łokci), frontem w jednym kierunku, w linii prostej. 
Dodatkowo szereg jest to szyk, w którym pojazdy są rozmieszczone jeden obok drugiego w odstępie trzech kroków, przodem w jednym kierunku, w linii prostej.
Szyk, w którym dwa szeregi żołnierzy stoją jeden za drugim, frontem w jednym kierunku w odległości półtorej wyciągniętej ręki to dwuszereg. Analogicznie mówi się o trójszeregu.